# 다핵아메바속
다핵아메바속(Pelomyxa)은 고아메바류에 속하는 아메바류의 속이다. 몸길이는 대개 500-800 μm이지만, 최대 5mm가 되기도 한다. 고여 있는 민물 연못이나 천천히 흐르는 물가 퇴적물 바닥에서 발견되는 혐기성, 약호기성 미생물이다.

## 하위 종
- Pelomyxa belevskii
- Pelomyxa palustris
- 꼬리다핵아메바 (Pelomyxa shiediti)
- Pelomyxa stagnalis